# Anfo
Anfo (Danf in dialetto bresciano, Damphus in latino) è un comune italiano di 440 abitanti della provincia di Brescia in Lombardia, sul Lago d'Idro. Il comune appartiene alla Comunità Montana della Valle Sabbia.

## Geografia fisica

### Territorio
È attraversato dal torrente Re di Anfo.

### Clima
Il clima a Anfo è caldo e moderato, con piovosità significativa durante tutto l'anno.
La temperatura media annuale è di 7,4 °C, essendo luglio il mese con temperature più alte (20,3 °C) e gennaio il mese con temperature più basse (-5,9 °C). La temperatura massima raggiunta a Anfo è stata di 37,4 gradi nell'agosto 2023.
La zona di Anfo in inverno è soggetta continuamente a correnti di vento che rendono il paese meno umido rispetto a Idro e Ponte Caffaro. Di conseguenza la formazione di brina a Anfo è molto inferiore a quella di Idro e Ponte Caffaro e le minime sono le più miti del lago, superando i vicini Idro e Ponte Caffaro anche di 3 °C. Le sere estive sono caratterizzate da presenza di vento abbastanza accentuato (anche di 15-20 km/h), che consente all'umidità di rimanere bassa rispetto a quella registrata a Idro e Ponte Caffaro.
La piovosità media annuale è di 1354 mm. In particolare le piogge sono più scarse nel mese di gennaio (58 mm) e più abbondanti nel mese di novembre (144 mm).
Le nevicate a Anfo sono rare e di debole intensità.
| [ 5 ]               | Mesi | Mesi | Mesi | Mesi | Mesi | Mesi | Mesi | Mesi | Mesi | Mesi | Mesi | Mesi | Stagioni | Stagioni | Stagioni | Stagioni | Anno  |
| [ 5 ]               | Gen  | Feb  | Mar  | Apr  | Mag  | Giu  | Lug  | Ago  | Set  | Ott  | Nov  | Dic  | Inv      | Pri      | Est      | Aut      | Anno  |
| ------------------- | ---- | ---- | ---- | ---- | ---- | ---- | ---- | ---- | ---- | ---- | ---- | ---- | -------- | -------- | -------- | -------- | ----- |
| T. max. media (°C)  | 1,8  | 2,5  | 6,2  | 10,0 | 14,5 | 18,6 | 20,3 | 20,1 | 16,1 | 12,1 | 6,7  | 3,0  | 2,4      | 10,2     | 19,7     | 11,6     | 11,0  |
| T. min. media (°C)  | −5,9 | −5,6 | −2,5 | 0,8  | 5,3  | 9,9  | 12,5 | 12,8 | 9,7  | 5,9  | 1,1  | −3,4 | −5,0     | 1,2      | 11,7     | 5,6      | 3,4   |
| Precipitazioni (mm) | 58   | 65   | 79   | 123  | 139  | 141  | 135  | 128  | 127  | 137  | 144  | 78   | 201      | 341      | 404      | 408      | 1 354 |

## Storia

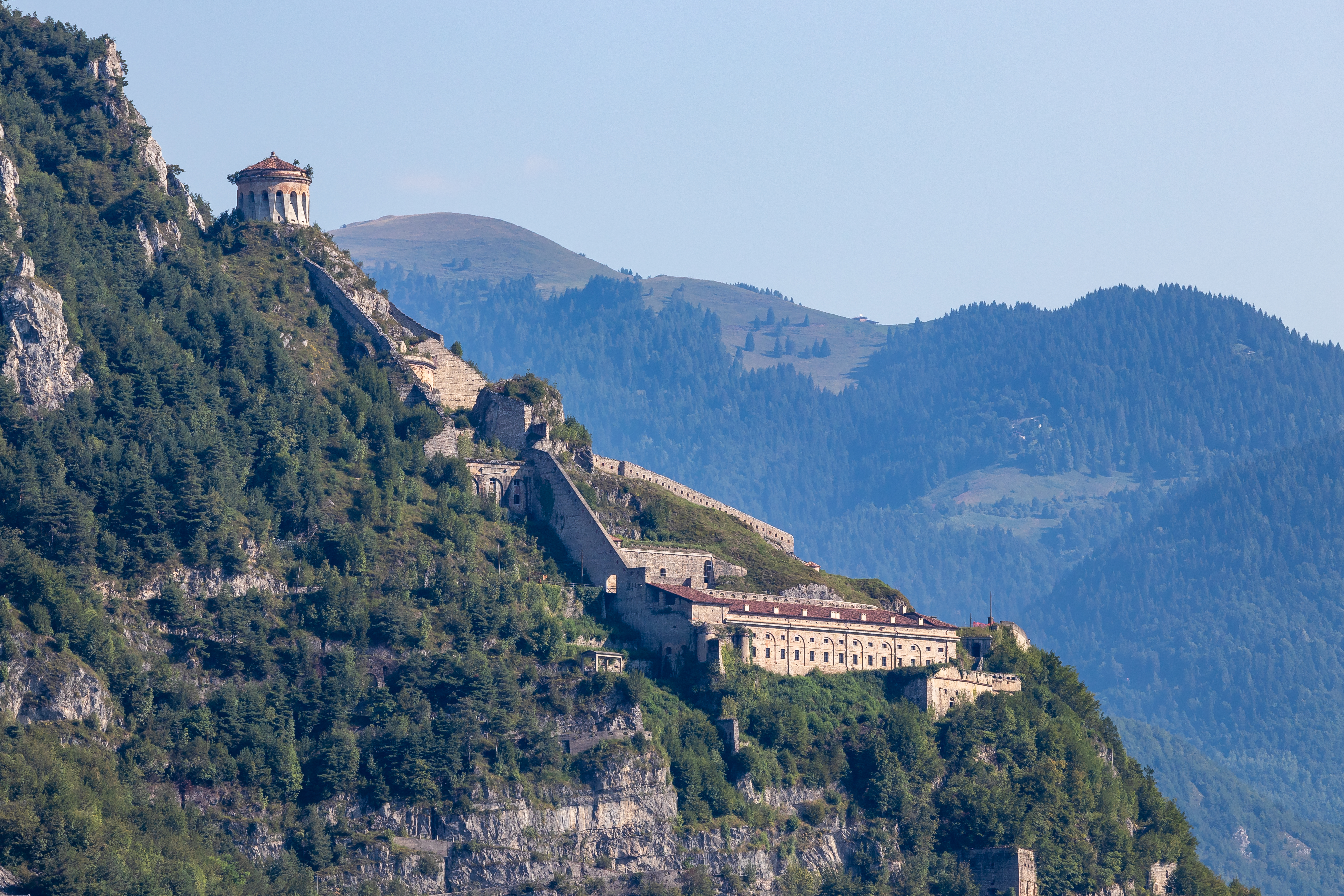
Rocca d'Anfo

Nel 1512 Valerio Paitone e Vincenzo Ronchi conquistano per Venezia la rocca d'Anfo.

### Simboli
Lo stemma comunale e il gonfalone sono stati concessi con decreto del presidente della Repubblica del 5 giugno 2001.
Lo stemma comunale di Anfo raffigura l'imponente fortezza a picco sul lago d'Idro edificata tra il 1450 e il 1490 dalla Repubblica di Venezia. Già dagli anni '60 appariva in uso uno stemma con una fortezza militare con la data MCMXIV, emblema poi sostituito da quello concesso nel 2001 che è la rappresentazione dei resti attuali della Rocca d'Anfo.
Il gonfalone è un drappo partito di bianco e di rosso.

## Monumenti e luoghi d'interesse
- Rocca d'Anfo
- Chiesa dei Santi Pietro e Paolo (Anfo)

## Società

### Evoluzione demografica
Abitanti censiti

## Amministrazione
| Periodo        | Periodo        | Primo cittadino    | Partito | Carica  | Note   |
| -------------- | -------------- | ------------------ | ------- | ------- | ------ |
| 13 giugno 1985 | 1º giugno 1990 | Nicola Panza       | DC      | Sindaco | [ 11 ] |
| 1º giugno 1990 | 24 aprile 1995 | Giuliano Seccamani | DC      | Sindaco | [ 11 ] |

Di seguito l'elenco dei sindaci eletti direttamente dai cittadini (dal 1995):
| Periodo         | Periodo         | Primo cittadino      | Partito                       | Carica      | Note          |
| --------------- | --------------- | -------------------- | ----------------------------- | ----------- | ------------- |
| 24 aprile 1995  | 14 giugno 1999  | Giuliano Seccamani   | lista civica                  | Sindaco     | [ 11 ]        |
| 14 giugno 1999  | 12 ottobre 2000 | Nicola Panza         | PPI                           | Sindaco     | [ 11 ] [ 12 ] |
| 12 ottobre 2000 | 14 maggio 2001  | Massimo Aloisi       |                               | Commissario |               |
| 14 maggio 2001  | 30 maggio 2006  | Gianfranco Seccamani | lista civica di centro-destra | Sindaco     | [ 11 ]        |
| 30 maggio 2006  | 16 maggio 2011  | Gianluigi Bonardelli | lista civica di centro-destra | Sindaco     | [ 11 ]        |
| 16 maggio 2011  | 6 giugno 2016   | Gianpietro Mabellini | Lega Padana Lombardia         | Sindaco     | [ 11 ]        |
| 6 giugno 2016   | in carica       | Umberto Bondoni      | lista civica                  | Sindaco     | [ 11 ]        |